# Droga wojewódzka nr 189
Droga wojewódzka nr 189 (DW189) – droga wojewódzka w zachodniej części Polski w województwie kujawsko-pomorskim i wielkopolskim z Jastrowia przez Złotów do Więcborka o długości 50 km. Przebiega przez powiaty: złotowski i sępoleński.

## Historia numeracji
Nieznany jest numer drogi przed 1986 rokiem – na ówcześnie wydawanych mapach i atlasach drogowych trasa oznaczana była jako droga drugorzędna. Obecne oznaczenie obowiązuje od 14 lutego 1986 roku. Od 1 stycznia 1999 roku posiada kategorię drogi wojewódzkiej.

## Miejscowości leżące przy trasie DW189
- Jastrowie
- Górzna
- Nowiny
- Złotów
- Śmiardowo Złotowskie
- Kujan
- Dorotowo
- Sypniewo
- Zakrzewska Osada
- Witunia
- Więcbork